# ヤマハ・MT-10
MT-10（エムティー テン）は、ヤマハ発動機が製造販売するオートバイ（大型自動二輪車）である。

## 概要
MTシリーズのフラッグシップモデル。2015年にミラノショーでXSR700、XSR900と共に発表された。
その後欧州市場向けに先行発売されたのち、日本国内仕様として MT-10 ABS および セミアクティブ電子制御サスペンションを採用したMT-10 SP ABSが2017年5月16日に発売された。
なお北米市場では FZ-10 の車名で2016年モデルより販売されている。
2017年12月、ブルーイッシュグレーソリッド4のボディカラーがMT-09・MT-07と共にバイクでは初めてオートカラーアウォード2017グランプリを受賞した。

## モデル一覧

### RN451（2016年）※海外仕様
B67型
ヤマハのストリートモデル「MT-10」は、2016年5月末に欧州で発売された。エンジン型式はN530E。装着タイヤはブリヂストン製BATTLAX S20タイヤ。
日本国内のマニア向けに2016年9月末より、一部で非正規品の逆輸入車として販売された。
日本国内仕様との差異。
- クイックシフターがオプション設定。
- メーター内のモード表記が「A」「STD」「B」。 「B」が日本国内仕様の「1」に相当する最もスポーティーなモード。
- 電装系では一部ヒューズ容量の違い。

海外モデルのため、ラジエーターファン作動温度の違いなどの細かい違い。スピードリミッターは無く、クルーズコントロールは200km/h以上も設定可能である。

### RN50J（2017年-2020年）
B67/BFT型
エンジンは直列4気筒クロスプレーン型クランクで同社の「YZF-R1」に採用されていた構造になるが、「YZF-R1」のネイキッドモデルという位置付けではなく、MTシリーズらしいエンジンから溢れ出るトルクと、そのトルクをコントロールしやすい車体構成を造り上げるため、エンジン内パーツやその形状が数多く変更されている。例えばクランク軸の慣性モーメントを増やし、クランク直付けのACM(発電用発電用マグネトー)の慣性モーメントも増やし、同時にコンロッドもチタンから鉄に変更。吸気バルブをφ33mmからφ31mmに、またカムプロフィールを変更。吸気ポートや燃焼室の形状、エアクリーナーボックスの容量や形状を変更するなどして、スーパースポーツモデルのR1とは異なる、MTシリーズの最上級モデルらしい「MT-10」ならではの、中低速での優れたトルク特性が作り込まれている。
外観で特徴的な部分はヘッドライトとなり、ここには「フローティングの美しさ、そして構造物の美しさを追求」というテーマが込められている。ライトがあえて車体から切り離したように見せることで車体のコンパクトさ、また車体の凝縮感を表現している。またヘッドライトパーツをフレームマウントすることでハンドル周りが軽くなり、ハンドル周りの軽量化も実現化している。
更にMT-10はスポーツバイクとしてだけではなく、ツアラーとしての性能や機能拡張性を高めるため、クルーズコントロールを標準装備。ツーリング時、リア周りにバッグ類を装着することを考慮し、ひと目でそれと分かるようにバッグ類が装着できるボルト類はデザイン処理されており、リアフレームの剛性も強化。ネイキッドモデルではあるが、スクリーンやサイドカウルの形状を工夫し、ツーリングモデルのようなウインドプロテクションも備わっている。

BW8型

上級モデルの「MT-10SP」には、OHLINS製電子制御サスペンションを装備。これは当時、国外向けモデルだったYZF-R1の上級モデル「YZF-R1M」にも採用されていたセミアクティブ電子制御サスペンションを「MT-10」用にアレンジしたものとなり、国内モデルとしては初めてのセミアクティブ電子制御サスペンション装備モデルとなった。その他、フルカラーTFT液晶メーター、YRC（ヤマハ・ライド・コントロール）、専用ハンドルスイッチ(ホイールスイッチ)、アルカンターラのシートにバフ仕上げのリアアームが標準装備。カラーリングでは「YZF-R1M」とリレーションした「MT-10SP」専用カラーも設定。

### RN78J（2022年-）
2代目のRN78Jについては2022年7月22日に発表され、2022年10月26日より販売開始。
エンジンは引き続き、クロスプレーン型クランクシャフトの水冷・直列4気筒・997㎤エンジンとなるが、平成32年排出ガス規制に適合しており、エンジン型式が「N533E」→「N537E」に変更。モデルチェンジに伴い、サイレンサーの通路径の最適化など吸排気系を見直し、と同時に出力が向上している。（160PS→166PS)
外観としてはヘッドランプまわりの意匠を刷新。他のMTシリーズに共通するツリ目のポジションライトが採用された上で、ヘッドライトはモノフォーカスLEDをツインで装着。またタンク周りには張り出しを抑えホールド感、自由度向上に貢献する新作の樹脂タンクカバーを装着。
足回りではブレンボ製・純ラジアルマスターシリンダー(フロント)が標準装備となり、専用開発のブリヂストン製S22タイヤを装備。
スロットルについてはYCC-T(Yamaha Chip Controlled Throttle)で先代同様、引き続き電子スロットルとなるが、新たにAPSG (Accelerator Position Sensor Grip)という、グリップ開度をセンサーで検知し、アクセル操作感が向上するようスロットルバルブ駆動モーターに反映させる機構が追加。
電子装備では新たに6軸「IMU」を搭載。「IMU」の情報を車両側にフィードバックするECU（Engine control unit）には、シフトダウンにも対応するクイックシフターをはじめ、バンクの深さも反映するトラクションコントロールシステム、スライドコントロールシステム、リフトコントロールシステム、エンジンブレーキマネージメント、ブレーキコントロールを管理。各システムは介入レベル調整可能となり、システムによってはON・OFFの切り替えも可能。さらにクルーズコントロール機能を発展した機構としてYVSL（Yamaha variable speed limiter）が導入され、ユーザーが最高速度を設定することが可能となっている。
またフルカラー4.2インチTFTメーターや、YRC（ヤマハ・ライド・コントロール）など過去にはSPモデルにのみに与えられていた装備も、モデルチェンジに伴い通常モデルに標準装備となっている。
他にも新たに3本の吸気ダクトを備える新型のエアクリーナーボックスを採用し、それぞれのダクトから出る音圧を調整することにより4,000～8,000r/minゾーンで官能的なサウンドを発生させるようになっており、タンクカバー上面の左右には、音の響きを強調するアコースティック・アンプリファイア・グリルを設置。これにより、吸気ダクトからの音に加えて、吸気ダクト自体の振動である"ダクトの鳴り"をライダーに向けて発生。CP4（クロスプレーン・コンセプトの4気筒）エンジンならではの音質が強調され、また更に初の試みとして四輪車のパワートレインサウンド開発に用いられたαlive ADの技術を応用し、回転数や車速に合わせて電子音を合成再生する新機能も搭載されており、サウンドデザインにも力が入っている。
上級モデルのSPは、オーリンズ製スプールバルブ内蔵の電子制御サスペンション（市販二輪車への搭載は世界初）を装備するほか、ブラックアウトされたハンドルバーやシルバーの燃料タンクなど、スペシャルな外観を奢った仕様となっている。